# Chiến dịch Đảo Rắn
Chiến dịch Đảo Rắn là giai đoạn chiếm đóng và xung đột quân sự của Nga đối với Đảo Rắn, một hòn đảo nhỏ, có vị trí chiến lược của Ukraina ở Biển Đen.

## Tổng quan
Về mặt quân sự, Đảo Rắn, cách bờ biển Ukraine 35 kilômét (22 mi), nằm trong tầm bắn của các cuộc tấn công bằng tên lửa, pháo binh và máy bay không người lái từ bờ biển, và dễ bị tấn công từ mọi hướng từ trên không và trên biển, khiến bất kỳ đơn vị đồn trú nào cũng như "cá nằm trên thớt".

## Bị Nga chiếm giữ
Vào ngày 24 tháng 2 năm 2022, vào ngày đầu tiên của cuộc xâm lược Ukraine năm 2022 của Nga, hai tàu chiến hải quân của Nga là Vasily Bykov và Moskva, đã tấn công Đảo Rắn. Khi nhận được tin nhắn từ một trong các tàu chiến hải quân Nga yêu cầu đầu hàng hoặc đe dọa bắn phá, một lính biên phòng Ukraine đã trả lời: "Tàu chiến Nga, hãy cút ngay đi." Phản ứng đã thu hút được sự chú ý của toàn thế giới và trở thành biểu tượng sự kháng cự của người Ukraina. Sau đó cùng ngày, các lực lượng Nga đổ bộ và chiếm được hòn đảo này. Vào ngày 26 tháng 2 năm 2022, chính quyền Ukraina thông báo rằng tàu tìm kiếm và cứu nạn dân sự Sapphire đã bị Hải quân Nga bắt giữ ngoài khơi Đảo Rắn.

## Tình trạng của binh lính và thủy thủ dân sự của Ukraina
Chính phủ Ukraina nói rằng lực lượng đồn trú bao gồm 13 lính canh từ Cơ quan Biên phòng Nhà nước Ukraina, trong khi Nga báo cáo rằng 82 binh sĩ Ukraina đã đầu hàng. Chính phủ Ukraina ban đầu tường thuật rằng họ tin rằng tất cả 13 thành viên của đơn vị đồn trú đã tử thủ trong cuộc tấn công và Tổng thống Volodymyr Zelensky đã truy tặng huân chương Anh hùng Ukraina, phần thưởng cao quý nhất của Ukraine, cho 13 người bảo vệ đảo đã mất. Vào ngày 27 tháng 2 năm 2022, sau video đăng tải trên các phương tiện truyền thông quay lại cảnh các binh sĩ của Ukraina còn sống và đang bị phía Nga bắt giữ, Cơ quan Biên phòng Nhà nước Ukraine đã đính chính lại nội dung 13 lính canh đảo vẫn còn sống.

### Trao trả tù binh
Vào ngày 24 tháng 3 năm 2022, Ukraine và Nga đã tiến hành một cuộc trao đổi tù binh để giải thoát cho 19 thủy thủ Ukraina, bao gồm cả thủy thủ đoàn của tàu Sapphire, nhưng không rõ liệu nó có bao gồm bất kỳ người lính canh nào hay không. Vào ngày 29 tháng 3 năm 2022, Bộ Quốc phòng Ukraine đăng trên Twitter rằng tác giả của cụm từ nổi tiếng đó đã được giải thoát khỏi bị giam cầm và được tặng huy chương vì lòng dũng cảm.

## Ukraina phản công và tái chiếm
Vào ngày 27 tháng 4, quân đội Ukraina tuyên bố rằng họ đã tấn công các vị trí quân sự của Nga trên đảo.
Ngày 7/5, quân đội Ukraina đã công bố đoạn video về cuộc tấn công của tên lửa Baykar Bayraktar TB2 nhắm vào tàu đổ bộ lớp Serna của Nga gần Đảo Rắn. Ukraina tuyên bố chiếc tàu này được sử dụng để đổ bộ lên đó đã bị phá hủy, trong khi Nga tuyên bố nó đã được sửa chữa và sẽ sớm trở lại hoạt động. Hai chiếc Su-27 của Ukraina đã thực hiện một cuộc không kích vào hoặc trước ngày 7 tháng 5. Cuộc đột kích được quay bằng máy bay không người lái TB2.
Vào ngày 31 tháng 5, Ukraina tuyên bố rằng Nga đã tăng cường lực lượng của họ trên Đảo Rắn, với các hệ thống tên lửa S-300 bổ sung và các tàu bổ sung từ Hạm đội Biển Đen. Báo cáo cho biết thêm 15 đơn vị thiết bị đã được bổ sung.
Vào ngày 1 tháng 6, Ukraina tuyên bố rằng các lực lượng Nga đã lắp đặt nhiều bệ phóng tên lửa trên đảo.
Vào ngày 30 tháng 6 năm 2022, Nga thông báo rằng họ đã rút quân khỏi hòn đảo này trong một "cử chỉ thiện chí" sau khi các mục tiêu quân sự hoàn thành. Theo Ukraina, một cuộc rút lui vội vàng của các lực lượng Nga theo sau những gì lực lượng vũ trang Ukraina tuyên bố là một loạt các cuộc tấn công tàn phá vào hòn đảo quan trọng chiến lược và bất kỳ tàu nào mang theo binh lính và vũ khí. Vào ngày 30 tháng 6 năm 2022, Reuters đưa tin rằng "Các vũ khí mới do phương Tây gửi đến khiến lực lượng đồn trú của Nga thậm chí còn dễ bị tổn thương hơn, đặc biệt là HIMARS, một hệ thống tên lửa do Hoa Kỳ cung cấp mà Ukraina đã bắt đầu trang bị vào tuần trước. Việc Nga từ bỏ hòn đảo "có thể là kết quả hiển nhiên của việc NATO giao vũ khí cho Ukraine",  Rob Lee thuộc Viện Nghiên cứu Chính sách Đối ngoại có trụ sở tại Hoa Kỳ cho biết.

## Pháo kích tiếp theo của Nga
Vào ngày 1 tháng 7, trong một tuyên bố, quân đội Ukraina cho biết: "Hôm nay vào khoảng 18:00... máy bay Su-30 của không quân Nga đã hai lần tiến hành các cuộc không kích bằng bom phốt pho vào Đảo Rắn."

## Di sản

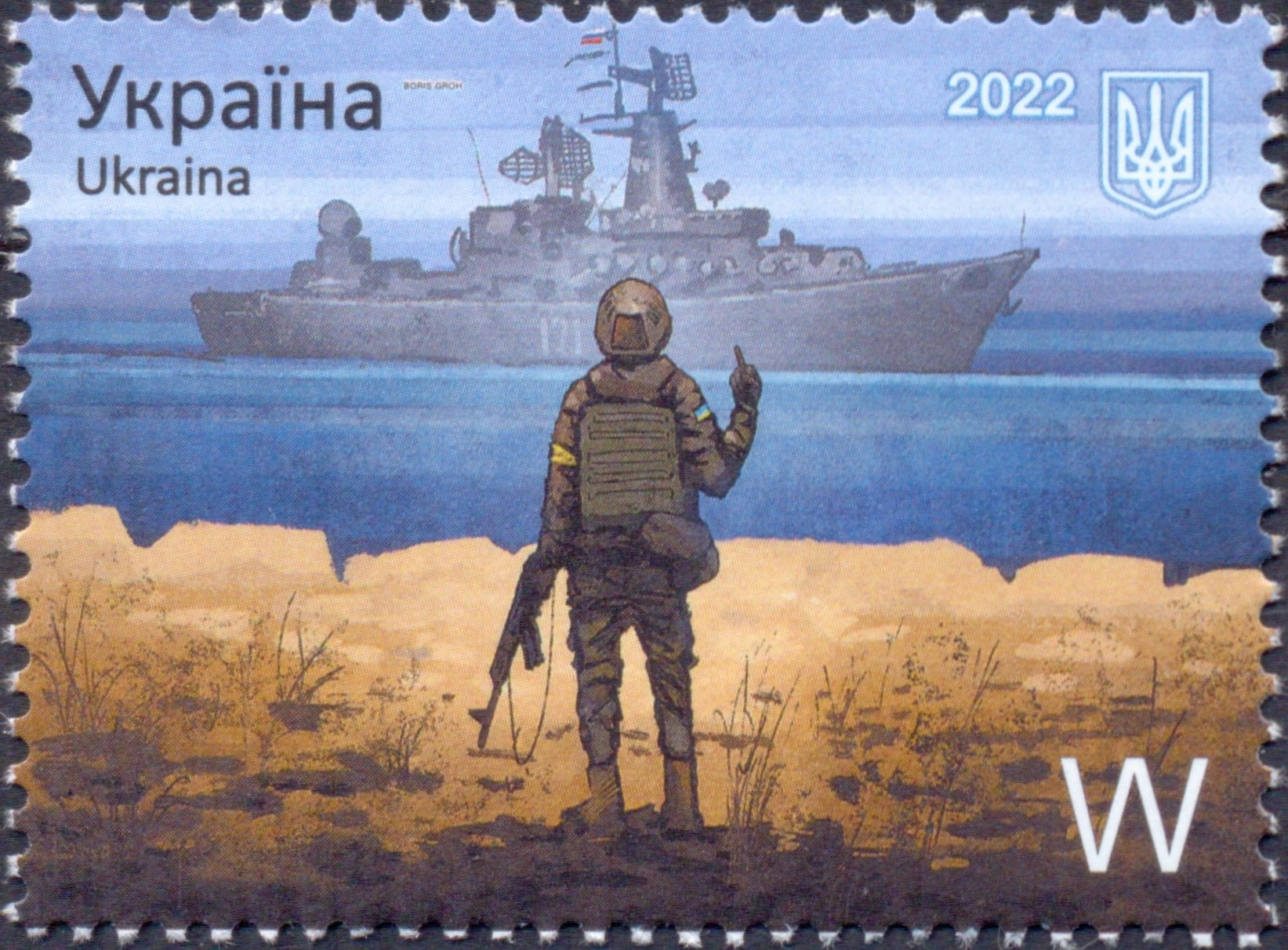
Con tem bưu chính Ukraina, mô tả một người lính Ukraina đưa ngón tay bày tỏ thách thức cho tàu tuần dương Moskva của Nga, được phát hành hai ngày trước khi nó chìm.

Bưu điện Ukraina vào tháng 4 năm 2022 đã phát hành một con tem cho thấy một binh sĩ Ukraina chỉ ngón tay (một cử chỉ tấn công thách thức) đối với tàu Moskva của Nga.